# West Coast régió
A West Coast régió (maori nyelven: Te Tai Poutini) Új-Zéland Déli-szigetének nyugati partján terül el. Közigazgatási szerve a West Coast Regional Council. 
Legnagyobb települései Greymouth és Hokitika. Alsó fokú helyi önkormányzatai a Buller kerület, Grey kerület és a Westland kerület. 
A régió népsűrűsége nagyon alacsony, lakossága 2021-ben összesen 32 000 fő volt, és csökkenő tendenciát mutatott.

## Földrajz
A régió a Déli-sziget nyugati partján Déli-Alpok lejtői és a Tasman-tenger partja között helyezkedik el. Északi végpontja a tengerparton a Kahurangi-fok, a délen az Awarua-fokig húzódik, hossza mintegy 600 km. Területe 23 276 km2. A terület a parti sáv kivételével erősen tagolt, hegyes-völgyes, festői tájképekben gazdag. Legnevesebb természeti szépségei a  Fox és a Ferenc József-gleccser, a Haast-hágó, a Hokitika-szurdok, a Brunner-tó, a Palacsinta-sziklák Punakaiki mellett, az Oparara Basin Arches és a Heaphy Track.
A terület geológiailag a Déli-Alpok térségében húzódó új-zélandi alpesi törésvonal mentén fekszik. A törésvonal nyugati oldala évi 30-40 milliméterrel mozdul el észak felé a keleti oldalhoz képest, mialatt emelkedő mozgások is megfigyelhetők. Igen magas a valószínűsége egy akár a Richter-skála szerinti 8-as erősségű földrengésnek is a közeli évtizedekben.
A régió növényzete nagy arányban érintetlen mérsékelt övi esőerdő, ami helyenként a parti síkságokon is megmaradt, míg az ország más területein a sík területek túlnyomó részét művelés alá vonták. A terület 80%-a különböző fokozatú természetvédelmi terület, nemzeti park, ahol megtalálhatók az új-zélandi élővilág különlegességei. Az állatvilág helyi érdekessége a keleti nagy kócsag (Ardea alba modesta), a Magyarországon is gyakori nagy kócsag közeli rokona.

### Éghajlat
Mérsékelt övi óceáni éghajlatának fő jellegzetessége a mintegy 2500 mm-es évi átlagos, nagyjából egyenletes eloszlású eső, amit az uralkodó nyugati szelek hoznak és a Déli-Alpok lejtői felett csapódik ki. A nyári (december−február) hőmérsékleti csúcsértékek is elmaradnak a 30C°-tól, télen (június–augusztus) fagyok is előfordulnak. A hegyekről időnként hideg katabatikus szelek fújnak a tenger felé. A meredek hegyoldalakon hulló heves esők gyakran okoztak súlyos áradásokat a rövid folyókon.

## Történelem, gazdaság
A területen a 13. században jelentek meg a maorik. A táj fő értékét számukra a pounamu kő kitermelése jelentette, amit aztán a szigetország más területeire is eladtak. Ismertek aranylelőhelyeket is, de ezek csak akkor váltak értékessé, amikor az európaiak megjelentek. A nyugati parti aranyláz csúcsidőszaka 1864-től 1867-ig tartott, ekkoriban a régió egyes városai a szigetország legnagyobbjai voltak.
A régió európai telepesei közül sokan érkeztek Írországból az ottani nagy éhínség (1845–49) után. A 21. században is az ő leszármazottaik – keveredve a maorikkal – alkotják a lakosság nagy részét. 
Az aranylelőhelyek kimerülése után a szén lett a térség legfontosabb ásványkincse. Már az 1840-es évek közepén felfedezték a felszínre is kibújó szénmezőket a Buller folyó völgyében. A tényleges bányászat csak az 1860-as években kezdődött meg, majd az 1880-as évekre a régió fő gazdasági ágazatává vált. A 20. század közepén a készletek kimerülése, majd a környezetvédelmi szempontok előtérbe kerülésével a szénbányászat lehanyatlott, de néhány bánya még a 21. század elején is működik. A szén mellett jelentős uránérc-lelőhelyeket is felfedeztek.
Sokáig a fakitermelés is jelentős ágazat volt, azonban a természetvédelmi és a gazdasági jellegű erdőgazdálkodás küzdelmében fokozatosan a természetvédelem kerekedett felül, és így sikerült megőrizni a helyi mérsékelt övi esőerdők nagy részét, együtt a gazdag őshonos állatvilággal. Ezekre a természeti értékekre támaszkodik a régió új gazdasági ágazata, a környezetkímélő ökoturizmus.
A helyi mezőgazdaság legjelentősebb ágazata a tejtermelés. A 2019–20 szezonban 150 000 tejelő tehén volt a területen, az országos szám 3%-a.
A regionális GDP 2019-ben az országos érték 0,6%-át tette ki. Az egy főre jutó GDP a régióban ugyanekkor 57 101 új-zélandi dollár volt.

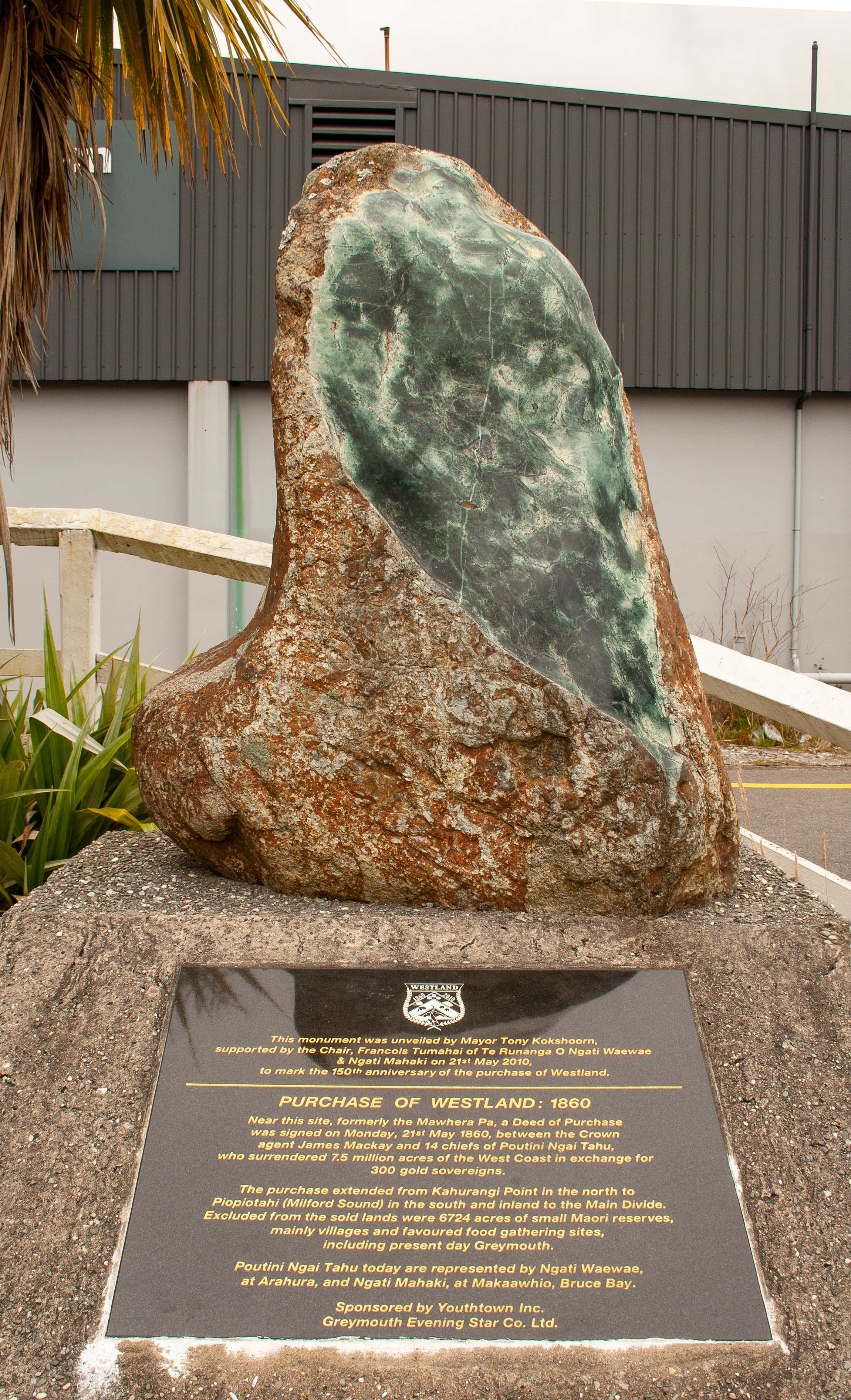
Pounamu kőből emelt emlékmű a terület 1860-ban történt megvásárlásának emlékére Greymouth városában
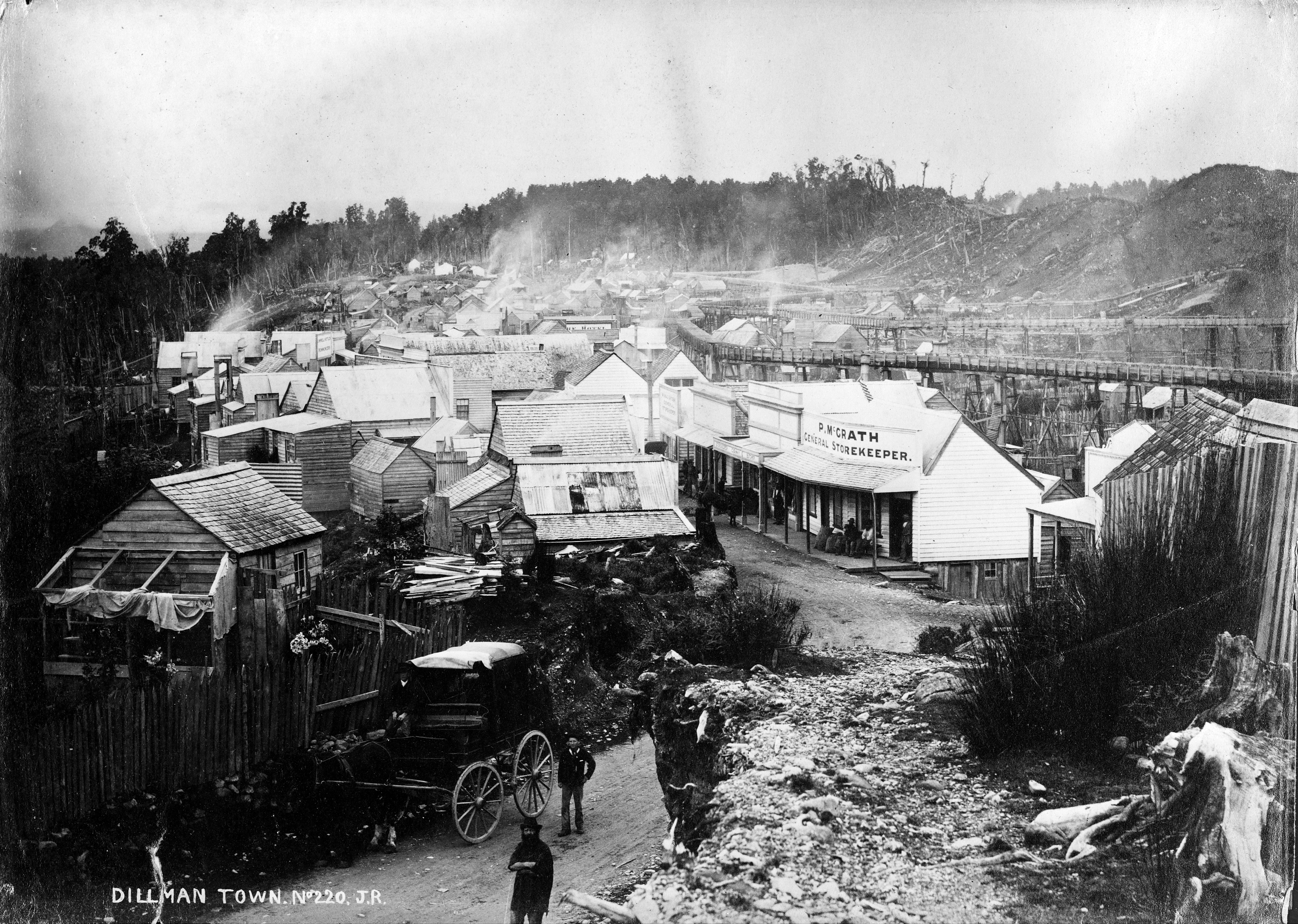
Aranybányászok városa 1900-ban készült fényképen
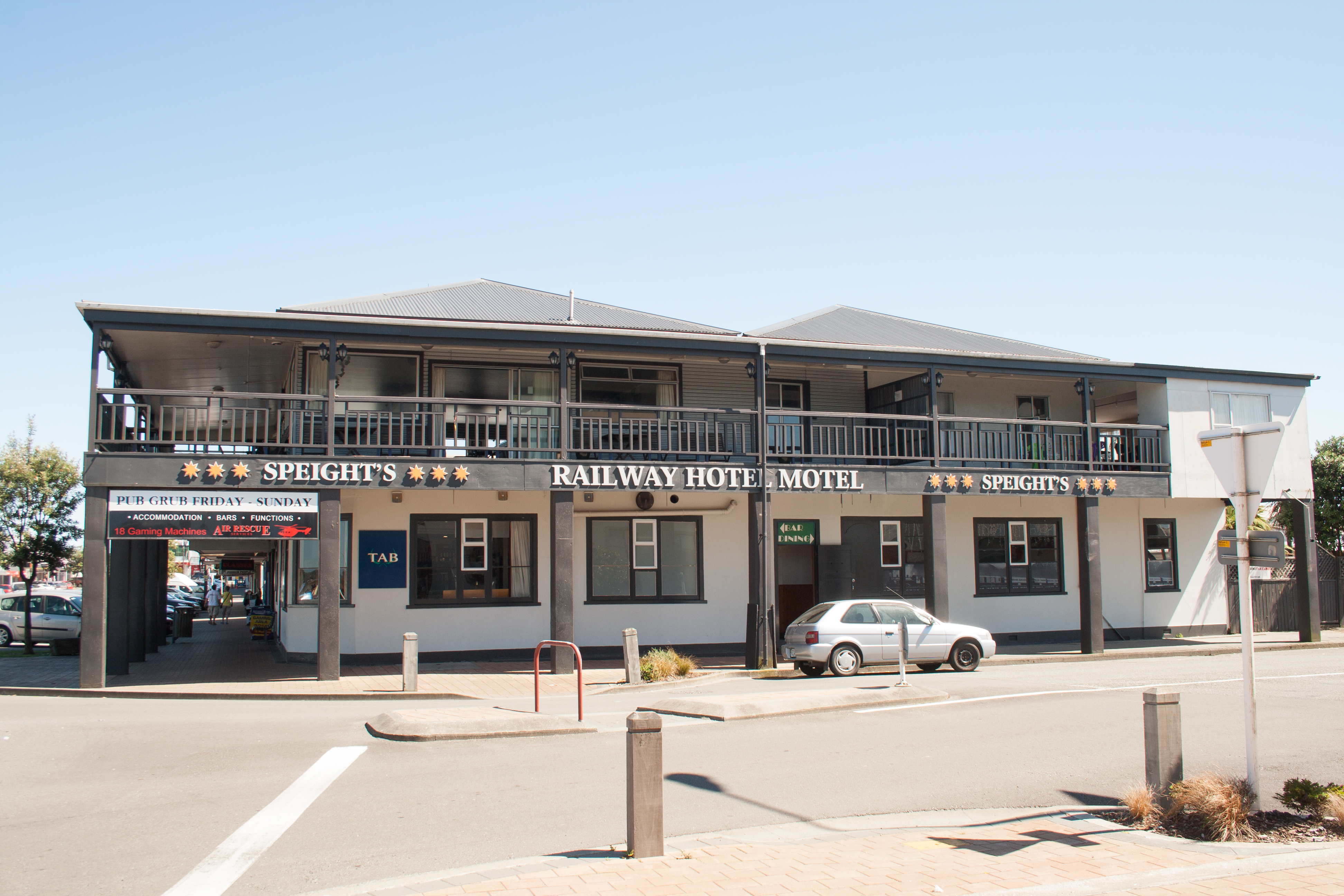
Földrengésbiztos szállodaépület Hokitika városában
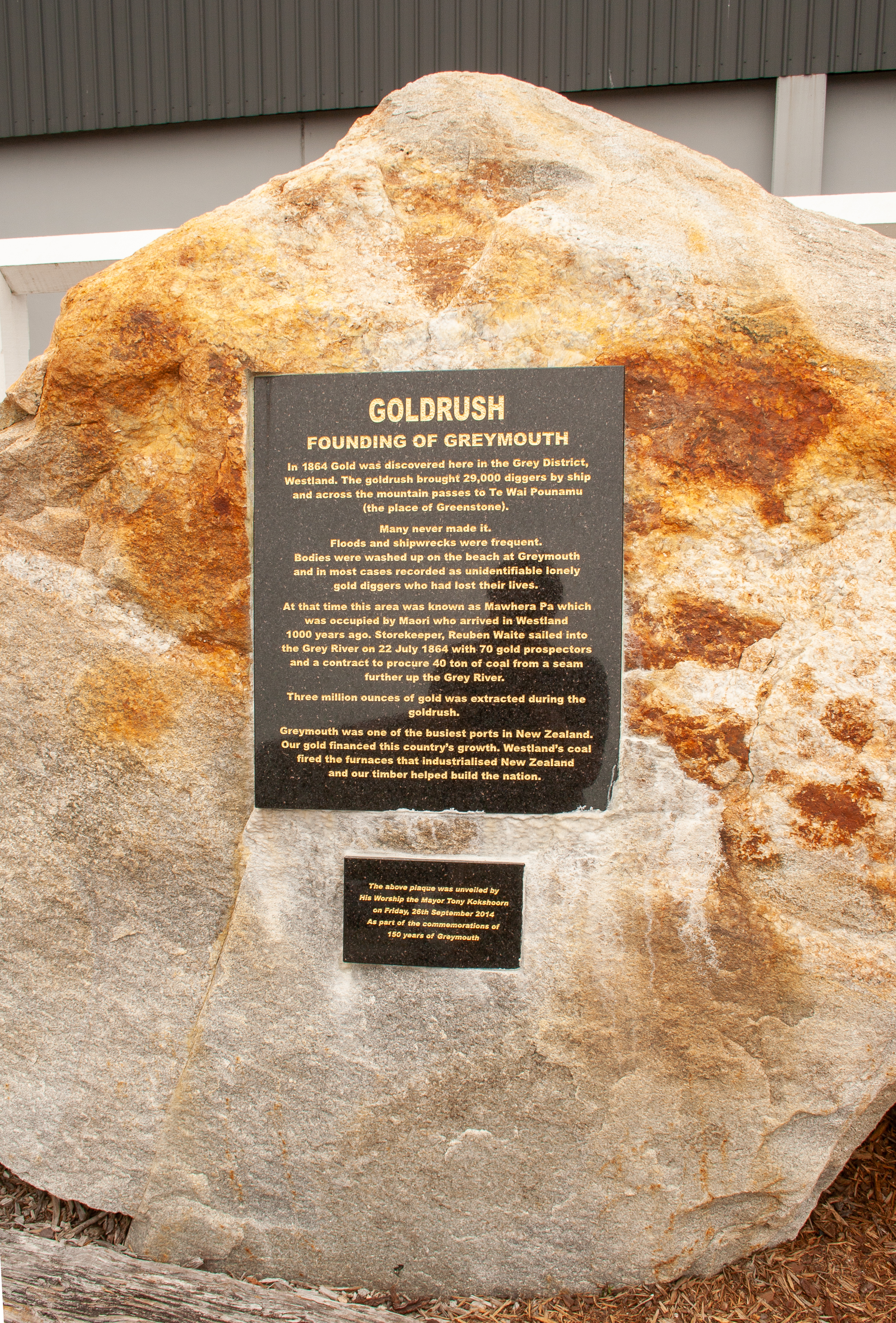
Az aranyláz és az iparosodás kezdeteinek emlékműve érctartalmú kövön

## Népesség
A 2018-as népszámlálás adatai szerint a helyi lakosság száma 31 575 volt, a 16 új-zélandi régió közül a legkevesebb. A népsűrűség mindössze 1,41 fő/km².
A lakosok 90,5%-a európai, 11,7%-a maori, 3,4%-a ázsiai, 1,5%-a csendes-óceáni származásúnak (is) vallotta magát. (Többféle etnikumot is meg lehetett jelölni.) A lakosság 12%-a született külföldön, szemben az országos 27,1%-os aránnyal. A legnépesebb települések Greymouth (2021-ben 8310 lakos), Westport (4280), Hokitika (2910).

### Vallás
A népszámlálás során 53,2% vallotta magát vallás nélkülinek, 35,1% volt a keresztények, 0,6% a hinduk, 0,2% a muszlimok, 0,3% a buddhisták aránya. 2,0% más vallást jelölt meg.

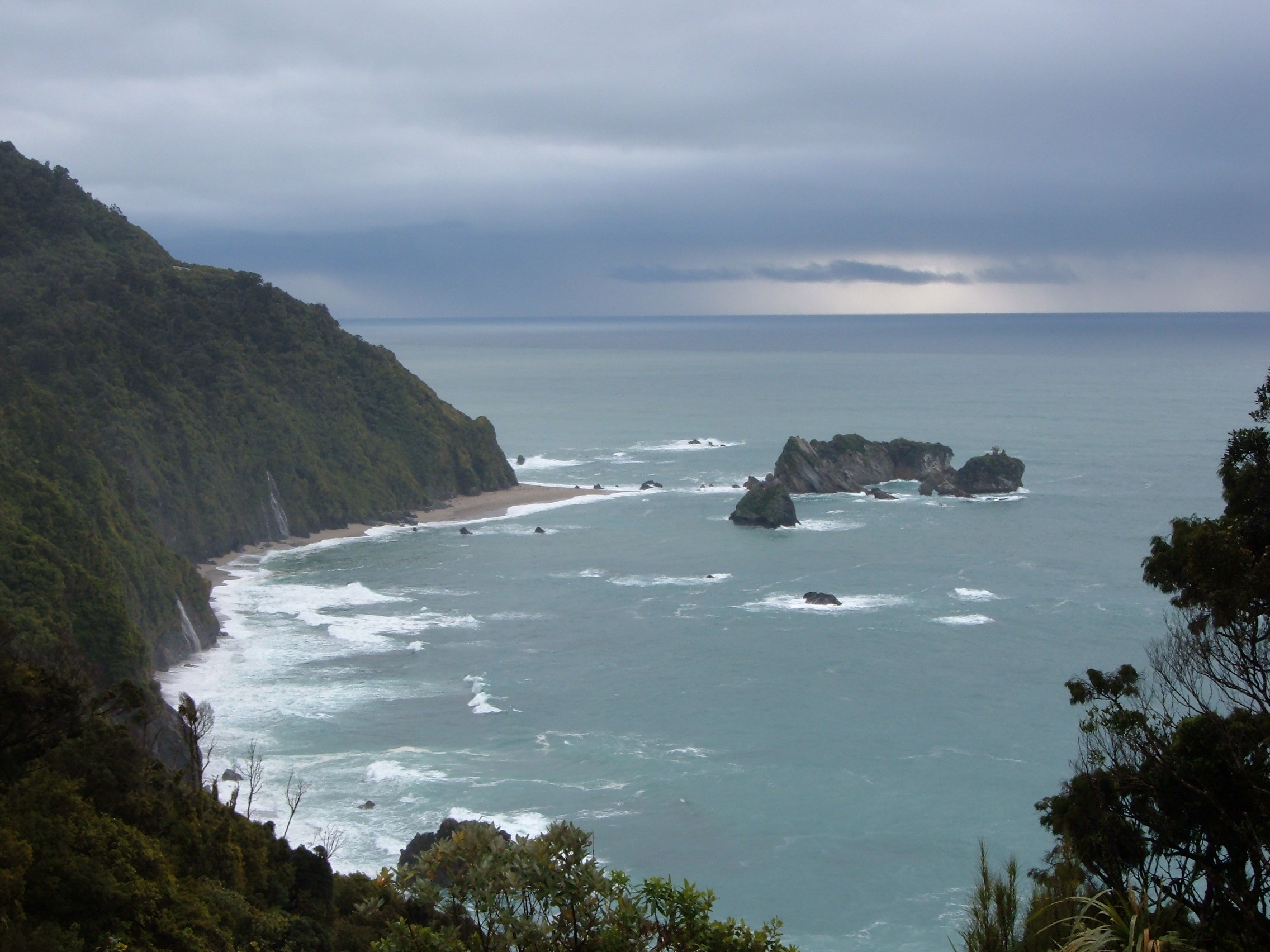
A Knights-fok a régió déli részén
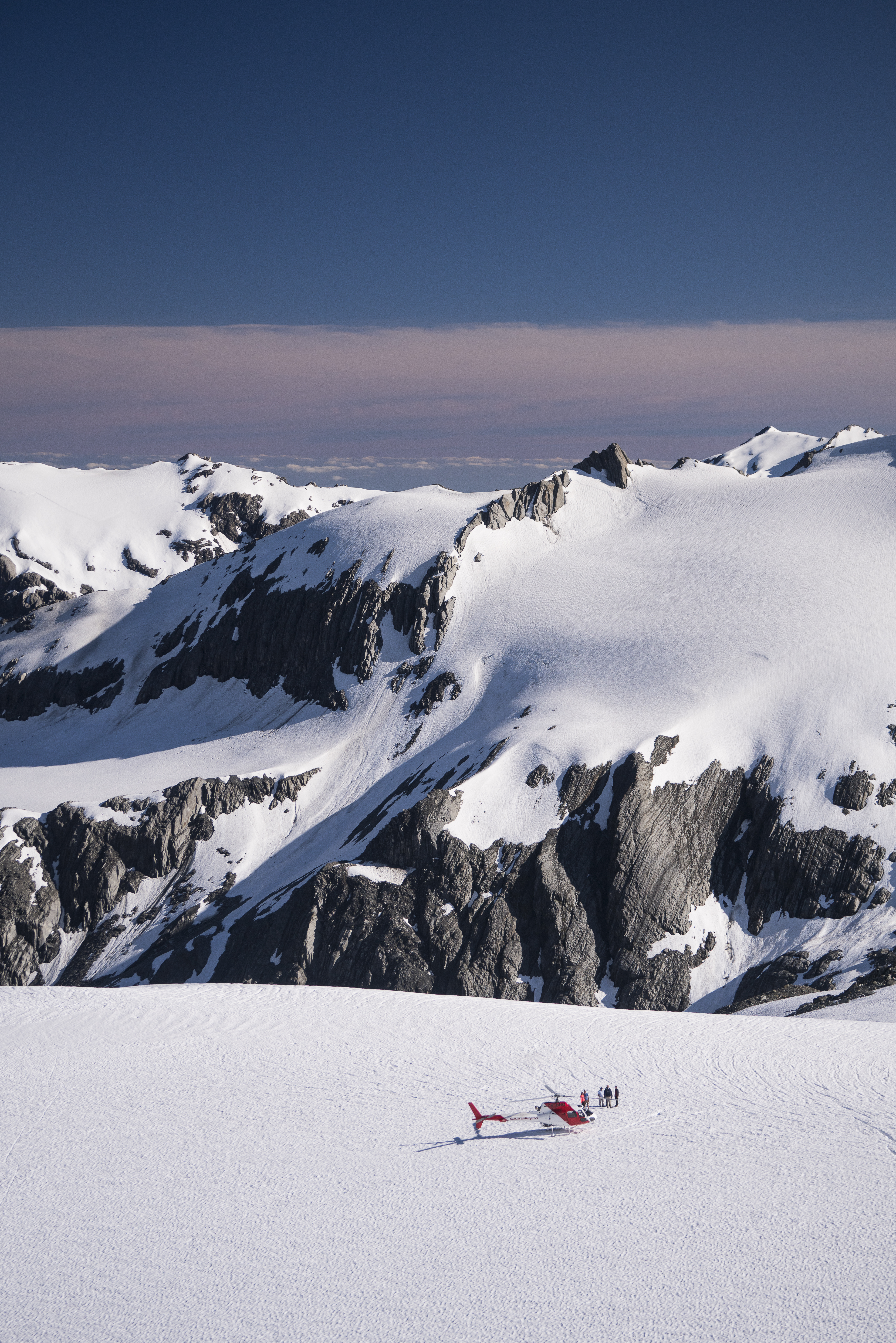
A Fox-gleccser, népszerű turistacélpont
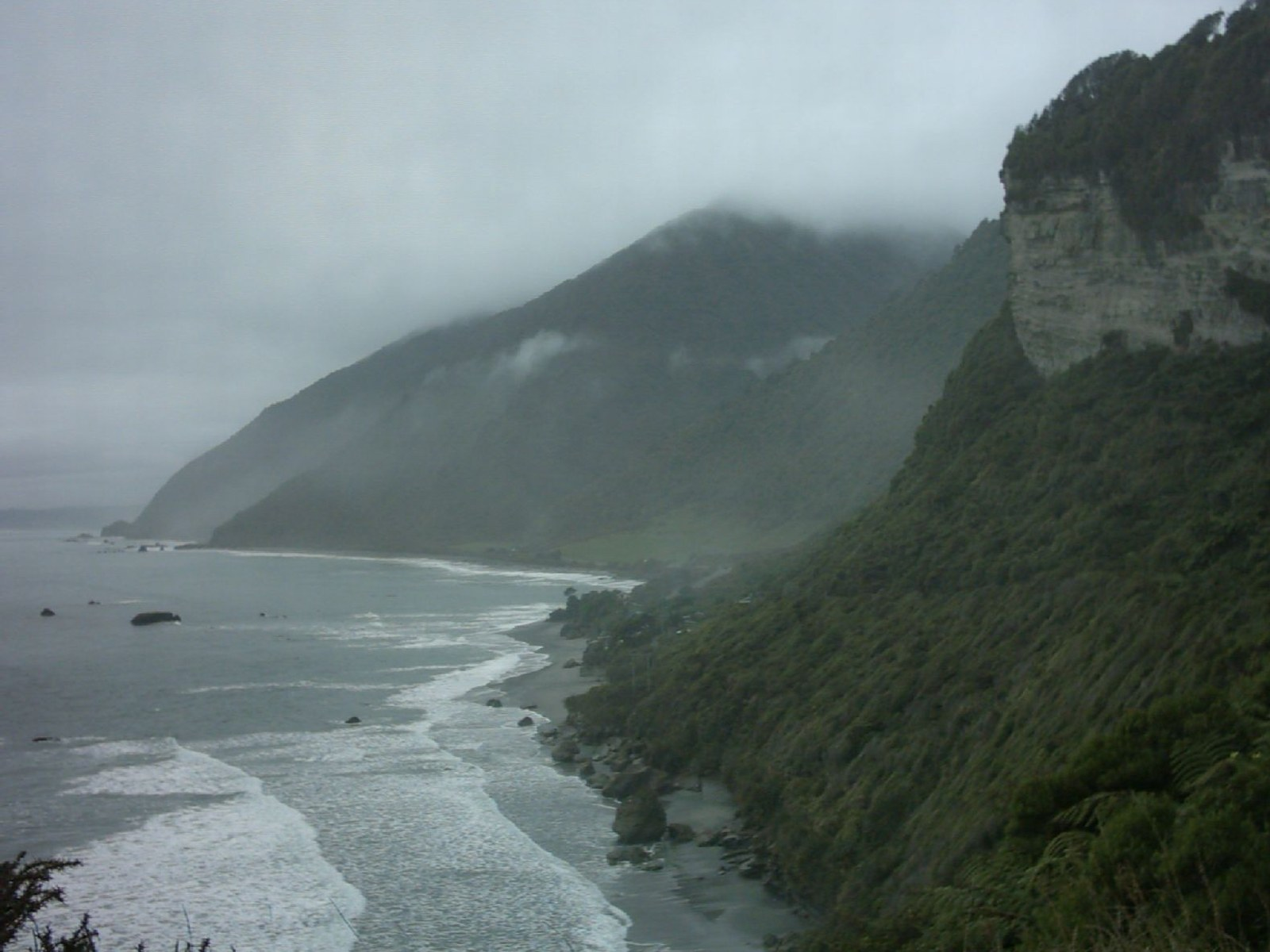
Gyakori időjárási kép
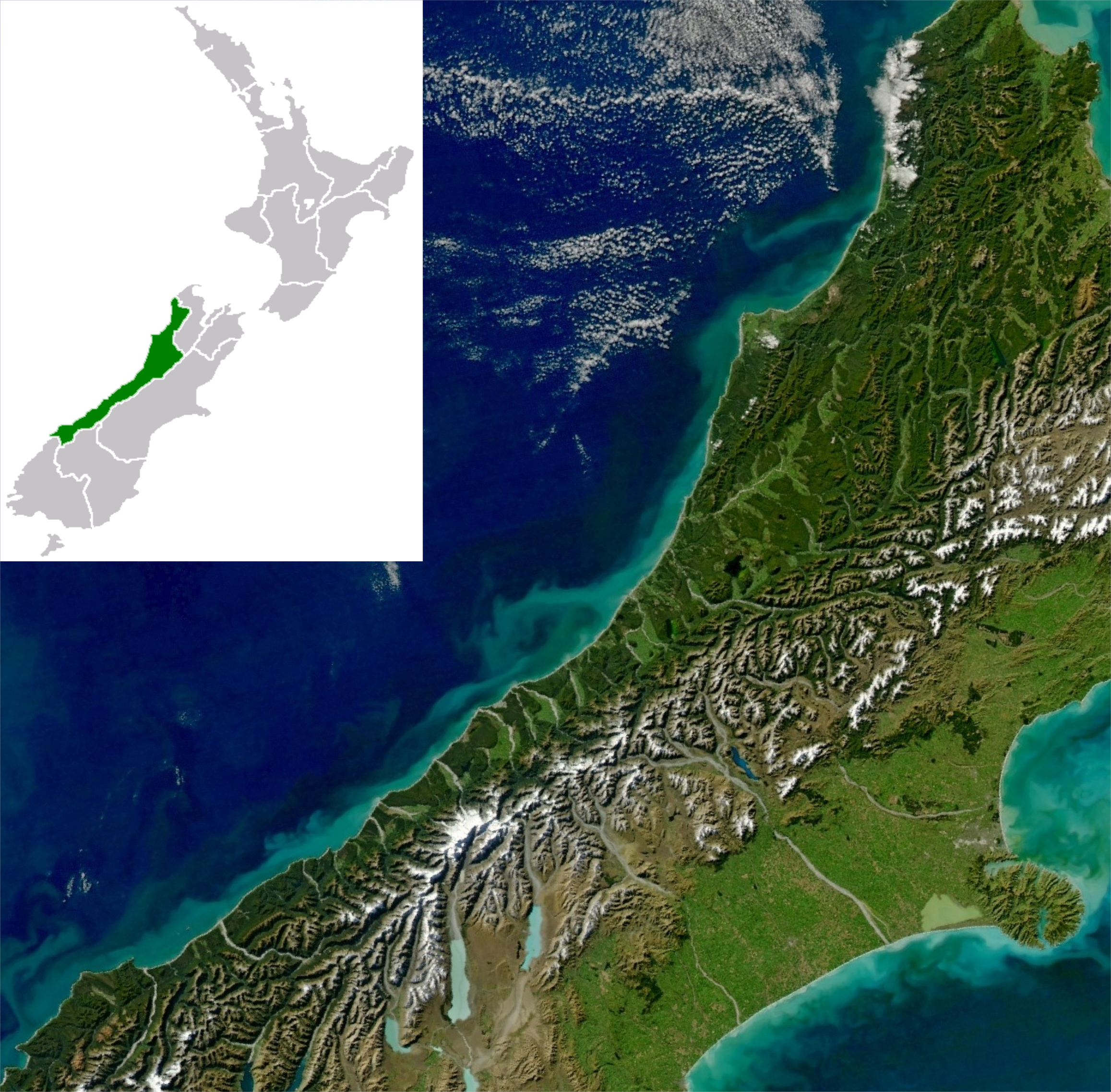
A West Coast űrfelvételen

## Közlekedés
A területen a 6-os országos főútvonal halad át, összekötve azt délen Haast-hágón keresztül az Otago régióval, északon pedig a Tasman kerülettel. A 7-es és a 73-as országos főútvonal köti össze a régiót a Canterbury régióval a Lewis-hágón illetve az Arthur-hágón keresztül. Hokitika és Christchurch, Westport és Wellington, valamint Greymouth és Christchurch között napi repülőjáratok közlekednek.

## Fordítás
- Ez a szócikk részben vagy egészben  a   West Coast Region című angol Wikipédia-szócikk ezen változatának fordításán alapul.  Az eredeti cikk szerkesztőit annak laptörténete sorolja fel. Ez a jelzés csupán a megfogalmazás eredetét és a szerzői jogokat jelzi, nem szolgál a cikkben szereplő információk forrásmegjelöléseként.